# Ordre de bataille lors de la bataille de Shiloh
 (signalé en juillet 2025).
Si vous disposez d'ouvrages ou d'articles de référence ou si vous connaissez des sites web de qualité traitant du thème abordé ici, merci de compléter l'article en donnant les références utiles à sa vérifiabilité et en les liant à la section « Notes et références ».
- Archive Wikiwix
- Bing
- Cairn
- DuckDuckGo
- E. Universalis
- Gallica
- Google
- G. Books
- G. News
- G. Scholar
- Persée
- Qwant
- (zh) Baidu
- (ru) Yandex
- (wd) trouver des œuvres sur Wikidata

Ce qui suit est l'ordre de bataille lors de la bataille de Shiloh des forces militaires en présence, qui eut lieu les 6 et 7 avril 1862 lors de la guerre civile américaine, appelée également guerre de Sécession.

## Abréviations utilisées

### Grande (Union - Confédération)
- Général
- Lieutenant général -  Lieutenant général
- Major général -  Major général
- Brigadier général
- Colonel -  Colonel
- Lieutenant colonel -  Lieutenant-colonel
- Commandant -  Commandant

### Autre
- (b) = blessé
- mb = mortellement blessé
- † = tué
- (PDG) = capturé

## Forces de l'Union
Les forces nordistes, de 67 000 hommes sont composées de l'armée du Tennessee sous les ordres du major général Ulysses S. Grant et de l'armée de l'Ohio sous les ordres du major général Don Carlos Buell
Armée du Tennessee Major général Ulysses S. Grant.
- 1re division :  Major général John A. McClernand.
  - 1re brigade :  Colonel A. M. Hare  (b), puis  Colonel Marcellus M. Crocker.
  - 2e brigade :  Colonel C. C. Marsh.
  - 3e brigade :  Colonel Julius Raith (†), puis  Lieutenant colonel E. P. Wood,  Commandant F. M. Smith.
- 2e division : brigadier général William H. L. Wallace (†), puis  Colonel James M. Tuttle.
  - 1re brigade :  Colonel James M. Tuttle.
  - 2e brigade : Brigadier général John Mac Arthur  (b), puis  Colonel Thomas Morton.
  - 3e brigade :  Colonel Thomas W. Sweeny  (b), puis  Colonel S. D. Baldwin.
- 3e division :  Major général Lewis Wallace.
  - 1re brigade :  Colonel Morgan L. Smith.
  - 2e brigade :  Colonel John M. Thayer.
  - 3e brigade :  Colonel Charles Whittlesey.
- 4e division :  Brigadier général Stephen A. Hurlbut.
  - 1re brigade :  Colonel Nelson G. Williams  (b), puis  Colonel Isaac C. Pugh.
  - 2e brigade :  Colonel James C. Veatch.
  - 3e brigade :  Brigadier général Jacob Gartner Lauman.
- 5e division :  Brigadier général William T. Sherman.
  - 1re brigade :  Colonel J. A. Mac Dowell.
  - 2e brigade :  Colonel David Stuart  (b), puis  Colonel Thomas K. Smith.
  - 3e brigade :  Colonel J. Hildebrand.
  - 4e brigade :  Colonel Ralph P. Buckland.
- 6e division :  Brigadier général Benjamin Mayberry Prentiss  (PDG).
  - 1re brigade :  Colonel Everett Peabody (†).
  - 2e brigade :  Colonel Madison Miller  (PDG).

Armée de l'Ohio Major général Don Carlos Buell.
- 2e division :  Brigadier général Alexander McDowell McCook.
  - 4e brigade :  Brigadier général Lovell H. Rousseau.
  - 5e brigade :  Colonel Edward N. Kirk.
  - 6e brigade :  Colonel William H. Gibson.
- 4e division :  Brigadier général William Nelson.
  - 10e brigade :  Colonel Jacob Ammen.
  - 19e brigade :  Colonel William B. Hazen.
  - 22e brigade :  Colonel S. D. Bruce.
- 5e division :  Brigadier général Thomas L. Crittenden.
  - 11e brigade :  Brigadier général Jeremiah T. Boyle.
  - 14e brigade :  Colonel William S. Smith.
- 6e division :  Brigadier général Thomas J. Wood.
  - 20e brigade :  Brigadier général James A. Garfield.
  - 21e brigade :  Colonel George D. Wagner.

## Forces de la Confédération
Les forces sudistes, fortes de 45 000 hommes de l'armée du Mississippi sont commandées par  le général Albert S. Johnston qui sera remplacé, après sa mort par le général P. G. T. Beauregard.
Armée du Mississippi Général Albert S. Johnston (†), puis  Général P. G. T. Beauregard.
- 1er corps :  Major général Leonidas Polk.
  - 1re division :  Brigadier général Charles Clark  (b), puis  Brigadier général Alexander P. Stewart.
    - 1re brigade :  Colonel R. M. Russell.
    - 2e brigade :  Brigadier général Alexander P. Stewart.

  - 2e division :  Major général Benjamin F. Cheatham.
    - 1re brigade :  Brigadier général Bushrod R. Johnson  (b), puis  Colonel Preston Smith  (b).
    - 2e brigade :  Colonel W. H. Stephens,  Colonel George E. Maney.
- 2e corps :  Major général Braxton Bragg.
  - 1re division :  Brigadier général Daniel Ruggles.
    - 1re brigade :  Colonel Randall L. Gibson.
    - 2e brigade :  Brigadier général James P. Anderson.
    - 3e brigade :  Colonel Preston Pond Jr..

  - 2e division :  Brigadier général Jones M. Withers.
    - 1re brigade :  Brigadier général Adley H. Gladden (†), puis  Colonel Daniel W. Adams  (b), puis  Colonel Zacharias C. Deas  (b).
    - 2e brigade :  Brigadier général James R. Chalmers.
    - 3e brigade :  Brigadier général John K. Jackson.
- 3e corps :  Major général William J. Hardee. 
  - 1re brigade :  Brigadier général Thomas C. Hindman,  Colonel R. G. Shaver.
  - 2e brigade :  Brigadier général Patrick R. Cleburne.
  - 3e brigade :  Brigadier général Sterling A. M. Wood,  Colonel W. K. Patterson.
- Corps de réserve :  Brigadier général John C. Breckinridge.
  - 1re brigade :  Colonel R. P. Trabue.
  - 2e brigade :  Brigadier général John Stevens Bowen,  Colonel J. D. Martin.
  - 3e brigade :  ColonelW. Statham.